# Anandra bilineaticeps
Anandra bilineaticeps là một loài bọ cánh cứng trong họ Cerambycidae.